# Октябрьское (Сердобский район)
Октябрьское — посёлок в Сердобском районе Пензенской области. Входит в состав Рощинского сельсовета.

## География
Посёлок расположен в юго-западной части области на расстоянии примерно в 5 километрах по прямой к западу-юго-западу от районного центра Сердобска.
Часовой пояс
Посёлок Октябрьское как и вся Пензенская область, находится в часовой зоне МСК (московское время). Смещение применяемого времени относительно UTC составляет +3:00.

## Население
| 1979 | 1989 | 1996 | 2002 | 2010 |
| ---- | ---- | ---- | ---- | ---- |
| 317  | ↘243 | ↗280 | ↘274 | ↘225 |

Национальный состав
Согласно результатам переписи 2002 года, в национальной структуре населения русские составляли 95 % из 274 человек.